# Kalifa Manneh
Kalifa Manneh (Serekunda, Gambia; 2 de septiembre de 1998) es un futbolista gambiano. Juega de extremo y su equipo actual es el San Marino Calcio de la Serie D de Italia. Es internacional absoluto por la selección de Gambia desde 2019.

## Trayectoria
Manneh llegó a Sicilia en bote como refugiado a los 15 años de edad. Ya en el país, entró a las inferiores del Catania. Debutó en el primer equipo por la Serie C el 14 de mayo de 2017 en el empate sin goles ante Juve Stabia.
El 3 de enero de 2020, fue cedido al Carrarese.
El 15 de julio de 2021, Manneh firmó por tres años en el Perugia. a mediados de temporada, fue cedido al Taranto.

## Selección nacional
Debutó en la selección de Gambia el 7 de junio de 2019 ante Guinea.

## Clubes
| Club                 | País   | Año           |
| -------------------- | ------ | ------------- |
| Catania              | Italia | 2017-2021     |
| Carrarese (préstamo) | Italia | 2019-2020     |
| Perugia              | Italia | 2021-2023     |
| Taranto (préstamo)   | Italia | 2022          |
| US Alessandria       | Italia | 2023          |
| Calcio Foggia        | Italia | 2024          |
| Nocerina 1910        | Italia | 2024          |
| San Marino Calcio    | Italia | 2025-presente |